# Ernie Gehr

Ernie Gehr (né le 20 juillet 1941 à Milwaukee, Wisconsin) est un cinéaste expérimental américain étroitement lié avec le mouvement structuraliste des années 1970. Artiste autodidacte, sa passion pour le cinéma expérimental provient des films de Stan Brakhage. Son film Serene Velocity (1970) fut sélectionné pour la National Film Registry en 2001.  Gehr fut également membre du personnel du San Francisco Art Institute.   

## Filmographie
- Morning (1968)
- Wait (1968)
- Reverberation (1969)
- Transparency (1969)
- Field (1970)
- Serene Velocity (1970)
- Still (1969-1971)
- Shift (1972-1974)
- Eureka (1974)
- Table (1976)
- Untitled (1977)
- Mirage (1981)
- Untitled: Part One (1981)
- Signal - Germany on the Air (1982-1985)
- Side/Walk/Shuttle (1991)
- Rear Window (1986/1991)
- This Side of Paradise (1991)
- Glider (2001)
- Precarious Garden (2004)
- The Morse Code Operator/The Monkey Wrench (2006)
- Before The Olympics (2006)

## Liens
- Ernie Gehr, Canyon Cinema
- Ernie Gehr en l'an 2000 sur Jeune Cinéma